# Aloe leptosiphon
Aloe leptosiphon é uma espécie de liliopsida do gênero Aloe, pertencente à família Asphodelaceae.